# Estádio Ilha do Retiro
Az Estádio Ilha do Retiro egy labdarúgó-stadion Recifeben, Brazíliában. 
Az 1950-es labdarúgó-világbajnokság egyik helyszíne volt, egy csoportmérkőzést rendeztek itt. A Sport Recife otthonául szolgál. Befogadóképessége: 32 983 fő.

## Események

### 1950-es világbajnokság
| Dátum       | Időpont UTC–3 | Pályaválasztó | Eredmény | Vendég           | Forduló    | Nézők |
| ----------- | ------------- | ------------- | -------- | ---------------- | ---------- | ----- |
| 1950.07.02. | 15.00         | Chile         | 5–2      | Egyesült Államok | 2. csoport | 8 501 |